# L.I.S.A. – Das Wissenschaftsportal der Gerda Henkel Stiftung
L.I.S.A. – Das Wissenschaftsportal der Gerda Henkel Stiftung ist ein Online-Wissenschaftsportal für historische Geisteswissenschaften. Träger ist die Gerda Henkel Stiftung in Düsseldorf. Das Portal ist seit dem 23. Februar 2010 online und richtet sich sowohl an Wissenschaftler als auch die breite Öffentlichkeit.

## Namensgebung
Das Akronym L.I.S.A. steht für die zentralen Möglichkeiten des Portals: Lesen, Informieren, Schreiben und Austauschen. Daneben erinnert L.I.S.A. an die Gründerin der Gerda Henkel Stiftung, Lisa Maskell, die 1976 zum Gedenken an ihre Mutter Gerda Henkel die Stiftung ins Leben rief. Die Webseite sieht sich in der Tradition der Stiftung, möchte gleichzeitig auch den aktuellen und zukünftigen Forschungsbedürfnissen gerecht werden.

## Zielgruppe und Teilhabe
Das Portal steht den Stipendiaten und geförderten Forschern der Gerda Henkel Stiftung sowie allen an Themen aus dem Bereich der historischen Geisteswissenschaften Interessierten offen. Thematisch passende Beiträge aus den historischen Disziplinen können darüber hinaus auch von weiteren interessierten Autoren beigetragen werden. Dabei kann es sich sowohl um das Teilen von Wissen und Forschungsergebnissen handeln, aber auch um die Veröffentlichung von versierten Meinungen zu historischen wie aktuellen Themen. L.I.S.A. veröffentlicht einzig originale Beiträge, die entweder von der Redaktion verfasst oder initiiert wurden, oder von externen Autoren beigetragen werden. Diese enthalten häufig exklusives Material, lassen beispielsweise den Nutzer in Form von Videobeiträgen an internationalen Ausgrabungen teilnehmen.

## Inhalte
L.I.S.A.  umfasst Themendossiers, Online-Vorlesungen und Expertenchats, eine Plattform für Videobeiträge aus dem Wissenschaftsalltag, ruft zu Fachdiskussionen auf und schafft eine Öffentlichkeit für Buchrezensionen, Ausstellungskritiken und Veranstaltungsmeldungen. Das Portal bietet darüber hinaus jungen Forschern die Gelegenheit, ihre Dissertationsvorhaben prominent zu präsentieren, sich untereinander auszutauschen und sich in allen Rubriken zu engagieren. L.I.S.A. tritt auch als Mitveranstalter wissenschaftlicher Tagungen, etwa der Tagung .hist 2011 in Berlin auf.